# Descoberto (ort)
Descoberto är en ort i Brasilien.   Den ligger i kommunen Descoberto och delstaten Minas Gerais, i den sydöstra delen av landet, 800 km sydost om huvudstaden Brasília. Descoberto ligger 365 meter över havet och antalet invånare är 4 761.
Terrängen runt Descoberto är kuperad österut, men västerut är den platt. Närmaste större samhälle är São João Nepomuceno, 10,0 km söder om Descoberto.
Omgivningarna runt Descoberto är huvudsakligen savann. Runt Descoberto är det ganska glesbefolkat, med 23 invånare per kvadratkilometer.